# Dichelonyx oregona
Dichelonyx oregona är en skalbaggsart som beskrevs av Van Dyke 1918. Dichelonyx oregona ingår i släktet Dichelonyx och familjen Melolonthidae. Inga underarter finns listade i Catalogue of Life.